# Taxillus sclerophyllus
Taxillus sclerophyllus är en tvåhjärtbladig växtart som först beskrevs av Thw., och fick sitt nu gällande namn av Danser. Taxillus sclerophyllus ingår i släktet Taxillus och familjen Loranthaceae. Inga underarter finns listade i Catalogue of Life.